# Alaksandr Daniłau
Alaksandr Daniłau, biał. Аляксандр Данілаў, ros. Александр Анатольевич Данилов, Aleksandr Anatoljewicz Daniłow (ur. 10 września 1980 w Homlu) – białoruski piłkarz, grający na pozycji pomocnika.

## Kariera piłkarska

### Kariera klubowa
Wychowanek SDJuSzOR w Homlu. W 1998 rozpoczął karierę piłkarską w miejscowym klubie FK Homel, skąd w 2001 był wypożyczony do ZLiNu Homel. W 2005 przeszedł do ukraińskiego klubu Metalist Charków. Po zakończeniu kontraktu w 2008 podpisał nowy 3-letni kontrakt z klubem Metałurh Donieck. Latem 2009 jako wolny agent przeniósł się do Arsenału Kijów, w którym występował do lata 2011. Jesienią 2011 roku był piłkarzem FK Homel, a w latach 2012–2013 był graczem klubu Dynama Mińsk. W 2015 grał w FK Homel.